# Renegar-Gletscher
Der Renegar-Gletscher ist ein Gletscher mit starkem Gefälle im ostantarktischen Viktorialand. Er fließt vom Mount Dromedary in südöstlicher Richtung zum Koettlitz-Gletscher.
Der United States Geological Survey kartierte ihn anhand von Vermessungen und Luftaufnahmen der United States Navy zwischen 1956 und 1962. Das Advisory Committee on Antarctic Names benannte ihn 1963 nach Leutnant Garland M. Renegar (1918–2007), Pilot einer auf der McMurdo-Station stationierten Douglas DC-3 der US Navy.